# Transporteur vibrant
Un transporteur vibrant est une machine industrielle utilisée pour le convoyage, la séparation, le tri et le dosage. Il est employé dans des secteurs aussi divers que l'agroalimentaire, la pharmaceutique, les carrières, les fonderies, etc.

## Principe
Le transporteur vibrant est composé d’un couloir en forme d’auge, généralement métallique, auquel un vibrateur (électrique, électromagnétique, pneumatique ou hydraulique) transmet des oscillations ou vibrations dont la fréquence imprime un mouvement d’avance aux produits à transporter.

## Couloir vibrant
Machine composée d’un couloir en forme d’auge, généralement métallique, dont le mouvement oscillatoire est transmis par un vibrateur. Les oscillations ou vibrations sont atténuées par des silentblocs (suspensions élastiques) montés entre le couloir et le reste de la machine.

### Grille dedécochage
En fonderie l’opération de démoulage qui consiste à décocher la pièce coulée, c’est-à-dire séparer la pièce du sable qui l’entoure, s’effectue sur une table composée d’une grille pour l’évacuation du sable. Grille montée sur amortisseurs pneumatiques ou silentbloc dont un vibrateur industriel donne des oscillations retransmises à la pièce à décocher :
- Grille horizontale : table vibrante dont la pièce à traiter reste au centre, le sable s’évacue par le dessous ;
- Grille inclinée : la pièce est déposée en début de grille, les vibrations font avancer la pièce qui est évacuée au côté opposé, dans le sens de la pente, le sable s’évacue sous la table.

### Distributeur
Les vibrations font avancer les pièces selon une cadence prédéfinie par le réglage de l’intensité vibratoire donnée au moteur. Les pièces sont en général déposées en vrac au début du couloir vibrant, les vibrations « étalent » les pièces sur toute la largeur et les font avancer vers le poste suivant.
Ces distributeurs ont très souvent une forme d’entonnoir circulaire, avec un chemin d’écoulement en colimaçon où les pièces avancent à une cadence déterminée. L’approvisionnement se fait en vrac par le haut de la trémie.
Ces installations sont courantes dans les ateliers d’usinage mécanique comme en visserie où les ébauches de vis sorties de la machine de frappe à froid sont versées dans la trémie. Les mouvements vibratoires et la conception de la goulotte présentent ces ébauches en bonne position devant le système de filetage externe.

### Crible vibrant
Un crible vibrant est un « crible doté d'un mouvement d'oscillation par des moyens mécaniques ou électriques ». De conception proche de la grille de décochage, il est constitué de plusieurs tables superposées qui comportent des perforations (ou passages) de dimensions dégressives. Des plus grandes sur la table supérieure aux plus fines sur celle du bas. L’ensemble des tables étant incliné, le mouvement oscillatoire met en mouvement les matériaux à trier ; les plus petits tombant sur la grille du dessous et ainsi de suite. Les matériaux sont automatiquement évacués en bout de table, chacun dans sa trémie ou transporteur.
Installation pour le calibrage :
- des granulats dans les carrières : trie entre roche, galet, gravier, sable ;
- des produits alimentaires, comme le calibrage des fruits après la cueillette.

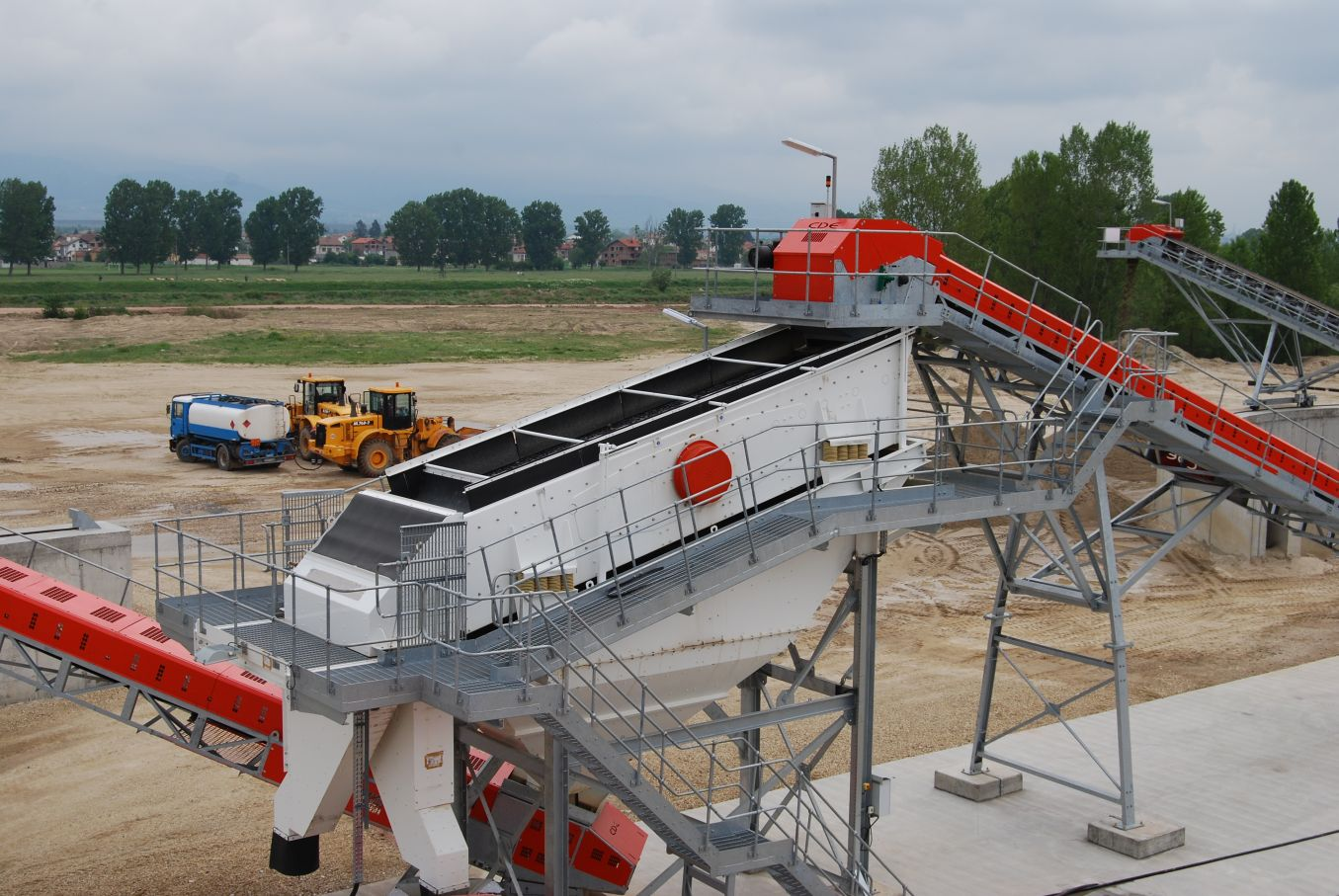
Vue d'ensemble d'un crible-laveur vibrant.
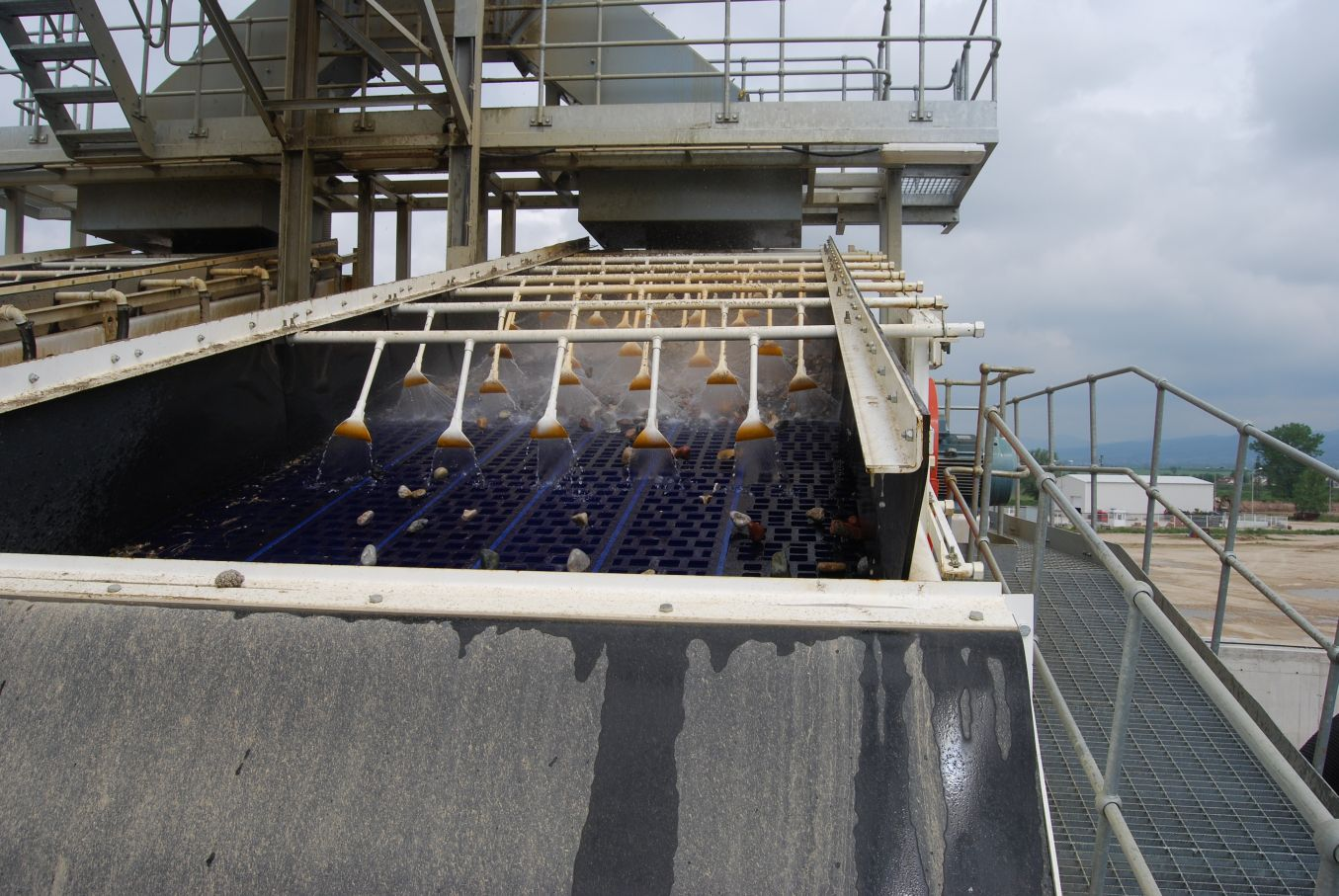
Vue de la grille supérieur et des jets d'eau.

### Tube vibrant
Les tubes vibrants sont très utilisés dans l'industrie agroalimentaire. Ils permettent de transporter de manière très douce les produits, sans les abîmer, et de les doser vers les étapes suivantes du process.